# 140
El año 140 (CXL) fue un año bisiesto comenzado en jueves del calendario juliano, en vigor en aquella fecha.
En el Imperio romano el año fue nombrado el del consulado de Adriano y César, o menos frecuentemente, como el 893 ab urbe condita, siendo su denominación como 140 a principios de la Edad Media, al establecerse el Anno Domini.

## Acontecimientos
- En el Imperio Romano, el propio emperador Antonino Pío y quien será uno de sus sucesores, Marco Aurelio, ejercen el consulado.
- Claudio Ptolomeo completa su Almagesto (fecha aproximada). Plantea un universo en el que los planetas, el Sol y la Luna giran alrededor de la Tierra, modelo que fue aceptado durante varios siglos.[1]
- Comienza a levantarse la muralla de Antonino Pío en la Gran Bretaña.
- San Pío I sucede a San Higinio como papa.

## Nacimientos
- Zhang Jue, curandero y líder de la Rebelión de los Turbantes Amarillos. (fecha aproximada)

## Fallecimientos
- Faustina la Mayor, esposa del emperador Antonino Pío. (Otras fuentes dan el año 141)
- Cayo Brutio Presente, político y militar romano.
- Menelao de Alejandría, matemático y astrónomo griego.
- Mitrídates V de Partia, rey del Imperio Parto.
- Filón de Biblos, erudito fenicio.
- Higinio, papa de la Iglesia católica.